# Mihtagalak
Mihtagalak è il primo album in studio della cantante libanese Nancy Ajram, pubblicato nel 1998.

## Tracce
1. Mihtagalak
2. Moudhesh
3. Ana am faker feek
4. Akid ya hayati aktar
5. Awal sahra
6. Al hob tier
7. Ya wad ya te'eel